# Ommatolampis pazii
Ommatolampis pazii är en insektsart som beskrevs av Bolívar, I. 1881. Ommatolampis pazii ingår i släktet Ommatolampis och familjen gräshoppor. Inga underarter finns listade i Catalogue of Life.